# Pastime Paradise
Pastime Paradise è un brano musicale composto e registrato da Stevie Wonder nel 1976 e facente parte dell'album Songs in the Key of Life.

## Il brano
La canzone fu una delle prime a contenere l'uso del sintetizzatore (uno Yamaha GX-1) a simulare il suono di una sezione d'archi. Costruita inizialmente su tracce di synth per il ritmo di base, alla traccia venne in seguito aggiunta la batteria suonata da Ray Maldonado e Bobbye Hall.

### Significato
Il testo del brano è un attacco al materialismo e all'edonismo della società moderna. La canzone sembra possedere un tono religioso grazie all'utilizzo del coro e di canti Hare Krishna. Strofe come quelle che seguono sono emblematiche di ciò che Wonder reputi siano dei peccati: «Tell me who of them will come to be. How many of them are you and me? Dissipation of race relations, consolation, segregation, dispensation, isolation, exploitation, mutilation, mutations, miscreation, confirmation to the evils of the world» ("Dimmi chi di loro diverrà realtà. Quanti di loro sono te e me? Dissipazione delle relazioni razziali, consolazione, segregazione, distribuzione, isolamento, sfruttamento, mutilazioni, mutazioni, miscredenza, conferme dei mali del mondo").

## Cover
Svariati artisti hanno fornito una loro reinterpretazione di Pastime Paradise, inclusi Chick Corea, Patti Smith, Charlie's Roots, Ray Barretto, Najee, Eläkeläiset, e Sunlightsquare. Inoltre, il brano è stato campionato da più di una dozzina di artisti in ambito hip-hop, in canzoni quali Time di Mary J. Blige, Crack di Scarface, e, probabilmente la più celebre, Gangsta's Paradise di Coolio. Un campionamento è stato utilizzato anche nel singolo Curtain Falls dei Blue del 2004.